# Тур ATP 500
Тур ATP 500 (раніше відомі як турніри ATP World Tour 500, ATP International Series і ATP Championship Series) є п'ятим рівнем щорічного чоловічого тенісного турніру після чотирьох турнірів Великого шлему, фіналу ATP, ATP Tour Masters 1000 і кубку ATP що проводиться Асоціацією тенісистів-професіоналів.
Серія включає 14 турнірів з 500 рейтинговими очками, що присуджуються для одиночних чемпіонів — що пояснює назву серії. Турніри мають різний жереб з 32 і 48 для одиночних гравців, 16 і 24 для пар. Провідним гравцям обов'язково потрібно брати участь у не менше ніж чотирьох турнірів 500 серії, у тому числі принаймні один після US Open. Якщо вони грають менш як чотири, або не грають в одній після Відкритого чемпіонату США, вони отримують «нульовий» бал щодо свого світового рейтингу для кожного такого року  Роджер Федерер тримає рекорд за кількістю одиночних титулів у (24), а Деніел Нестор має рекорд за кількістю парних титулів у (20).

## Турніри

### Поточні турніри
| Турнір                                                               | Країна          | Місто           | Споруда                                   | Заснован | Поверхня корту | Місткість корту | Жереб (О/П) | Поточний чемпіон (О/П)                                 | Призові    | Призові переможця (О/П) |
| -------------------------------------------------------------------- | --------------- | --------------- | ----------------------------------------- | -------- | -------------- | --------------- | ----------- | ------------------------------------------------------ | ---------- | ----------------------- |
| Світовий тенісний турнір ABN AMRO (Rotterdam Open)                   | Нідерланди      | Роттердам       | Агой Роттердам                            | 1974     | Хард (зала)    | 16,426          | 32/16       | Гаель Монфіс П'єр-Юг Ербер / Ніколя Маю                | €2,013,855 | €406,840 / €130,680     |
| Відкритий чемпіонат Ріо представлений Claro (Rio Open)               | Бразилія        | Ріо-де-Жанейро  | Жокей Клаб Бразільєро                     | 2014     | Ґрунт          | 6,200           | 32/16       | Крістіан Ґарін Марсель Гранольєрс / Орасіо Себальйос   | $1,759,905 | $355,530 / $114,200     |
| Тенісний Чемпіонат Дубай Дьюті Фрі (Dubai Tennis Championships)      | ОАЕ             | Дубай           | Тенісний центр Дубай Дьюті Фрі            | 1993     | Хард           | 5,000           | 32/16       | Новак Джокович Джон Пірс / Майкл Вінус                 | $2,794,840 | $565,705 / $181,360     |
| Відкритий чемпіонат Мексики Telcel представлений HSBC (Mexican Open) | Мексика         | Акапулько       | Феєрмонт Акапулько Прінцесс               | 1993     | Хард           | 6,000           | 32/16       | Рафаель Надаль Лукаш Кубот / Марсело Мело              | $1,845,265 | $372,785 / $119,750     |
| Відкритий чемпіонат Барселони Banc Sabadell (Barcelona Open)         | Іспанія         | Барселона       | Королівський тенісний клуб Барселони      | 1953     | Ґрунт          | 8,800           | 48/16       | Домінік Тім Хуан Себастьян Кабаль / Роберт Фара        | €2,661,825 | €503,480 / €172,720     |
| Чемпіонат Fever-Tree (Queen's Club Championships)                    | Велика Британія | Лондон          | Квінз Клаб                                | 1890     | Трава          | 8,650           | 32/16       | Фелісіано Лопес / Енді Маррей                          | €2,134,520 | €431,215 / €138,500     |
| Noventi Open (Halle Open)                                            | Німеччина       | Галле           | Ґеррі Вебер Штадіон                       | 1993     | Трава          | 12,300          | 32/16       | Роджер Федерер Равен Класен / Майкл Вінус              | €2,134,520 | €431,215 / €138,500     |
| Citi Open (Washington Open)                                          | США             | Вашингтон       | Тенісний центр Вільяма Г. Ґ. Фіцджеральда | 1969     | Хард           | 7,500           | 48/16       | Нік Киріос Равен Класен / Майкл Вінус                  | $1,953,285 | $384,120                |
| Відкритий європейський чемпіонат Гамбургу (German Open)              | Німеччина       | Гамбург         | Ам Ротенбаум                              | 1892     | Ґрунт          | 13,200          | 32/16       | Ніколоз Басілашвілі Олівер Марах / Юрген Мельцер       | €1,770,865 | €357,750 / €114,910     |
| Відкритий чемпіонат Китаю                                            | КНР             | Пекін           | Національний тенісний центр               | 2004     | Хард           | 15,000          | 32/16       | Домінік Тім Іван Додіг / Філіп Палашек                 | $3,573,220 | $734,410 / $231,860     |
| Rakuten Відкритий тенісний чемпіонат Японії (Japan Open)             | Японія          | Токіо           | Аріаке Коллізеум                          | 1972     | Хард           | 10,000          | 32/16       | Новак Джокович Ніколя Маю / Едуар Роже-Васслен         | $1,953,285 | $394,600 / $126,750     |
| Відкритий чемпіонат Санкт-Петербургу                                 | Росія           | Санкт-Петербург | Сибур Арена                               | 1995     | Хард (зала)    | 7,120           | 28/16       | Данило Медведєв Дівідж Шаран / Игор Зелений            | $1,243,790 | $208,585 / $70,350      |
| Erste Bank Open (Vienna Open)                                        | Австрія         | Відень          | Вінер Штадтгалле                          | 1974     | Хард (зала)    | 16,152          | 32/16       | Домінік Тім Ражів Рам / {Прапорець\|GBR}} Джо Солсбері | €2,349,180 | €474,580 / €152,440     |
| Швейцарський турнир у приміщенні в Базелі                            | Швейцарія       | Базель          | Сент Якобсгалле                           | 1970     | Хард (зала)    | 9,000           | 32/16       | Роджер Федерер Жан-Жульєн Роєр / Горія Текеу           | €2,135,350 | €431,390 / €138,560     |

## Історичні назви
1990–1999

ATP Championship Series
2000–2008

ATP International Series Gold
2009–2018

ATP World Tour 500
2019–дотепер

ATP Tour 500

## ATP очки
| Турнір       | П   | Ф   | 1/2 | 1/4 | 1/8 | 1/16 | Q  | Q2 | Q1  |
| 48 учасникіа | 500 | 300 | 180 | 90  | 45  | 20   | 10 | 4  | 0   |
| 32 учасника  | 500 | 300 | 180 | 90  | 0   | Н/Д  | 20 | 10 | Н/Д |

Пари, що проходять кваліфікацію, отримують 45 балів.Пари, які програють фінальний раунд кваліфікації отримують 25 балів рейтингу.
Пари, які пропускають перший раунд та згодом програють у фінальному, не отримують балів.